# Fontána Čtyř ročních období

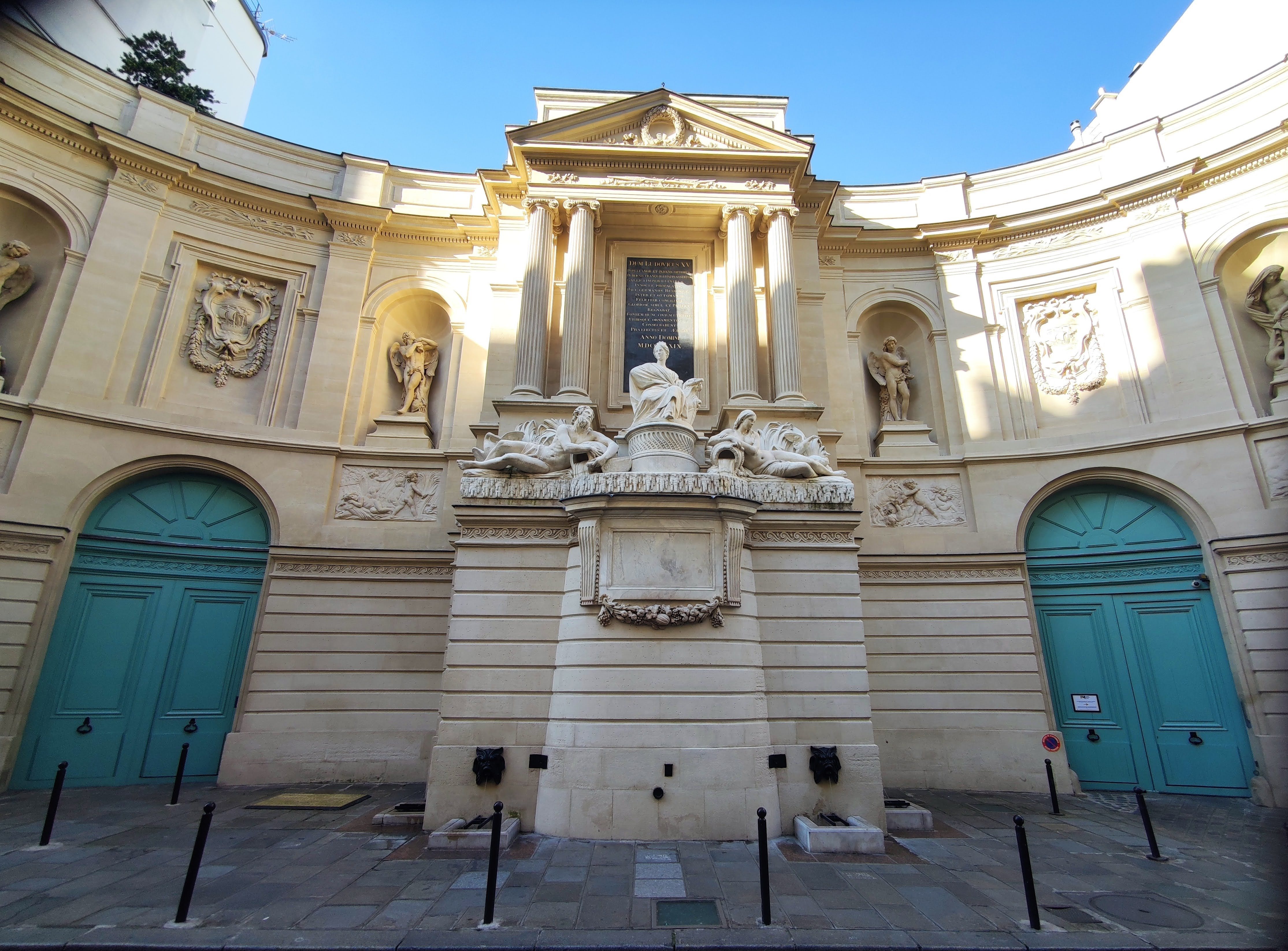
Fontána Čtyř ročních období (2025)

Fontána Čtyř ročních období (francouzsky fontaine des Quatre Saisons) je barokní fontána v Paříži v 7. obvodu. Nachází se v ulici Rue de Grenelle mezi domy č. 57 a 59.

## Historie
Fontána byla postavena v letech 1739-1745 na pozemku darovaném klášterem. Měla nejen zásobovat vodou místní čtvrť, ale rovněž sloužit jako památník na počest krále Ludvíka XV. Náklady na stavbu financoval samotný její architekt Edmé Bouchardon. Kašna byla napájena vodou z Rungis, od roku 1787 čerpadlem v Gros-Cailloux, ale průtok byl příliš slabý a na konci 19. století byl přívod vody zrušen. Stavba byla zařazena do seznamu historických památek v roce 1862. V roce 1978 byla kašna restaurována a průtok vody obnoven.

## Popis
Asi 10 metrů vysoká fontána má svůj název odvozený od basreliéfů a soch čtyř ročních období, které ji zdobí. Připomíná průčelí paláce s iónskými sloupy a frontonem uprostřed. Monumentální provedení na první pohled překrývá původní účel stavby. Voda vytéká čtyřmi bronzovými maskarony ve tvaru hlavy mořského netvora, které jsou nenápadně umístěny v dolní části jen nízko nad zemí. Obdobné uzpůsobení má i maskaron na Martově fontáně.
Centrální sousoší představuje stojící alegorii města Paříže obklopené po stranách ležícími postavami Marny a Seiny. Nad nimi je pamětní deska s latinským nápisem k oslavě Ludvíka XV., který obklopují sloupy.
Na každé straně od portiku jsou dvě niky a mezi nimi znak města Paříže. V nikách jsou sochy představují roční období. Pod nikami jsou basreliéfy, ve kterých putti konají sezónní polní práce. Zleva doprava jsou seřazeny alegorické sochy Jaro, Léto, Podzim a Zima.

## Alegorie ročních období

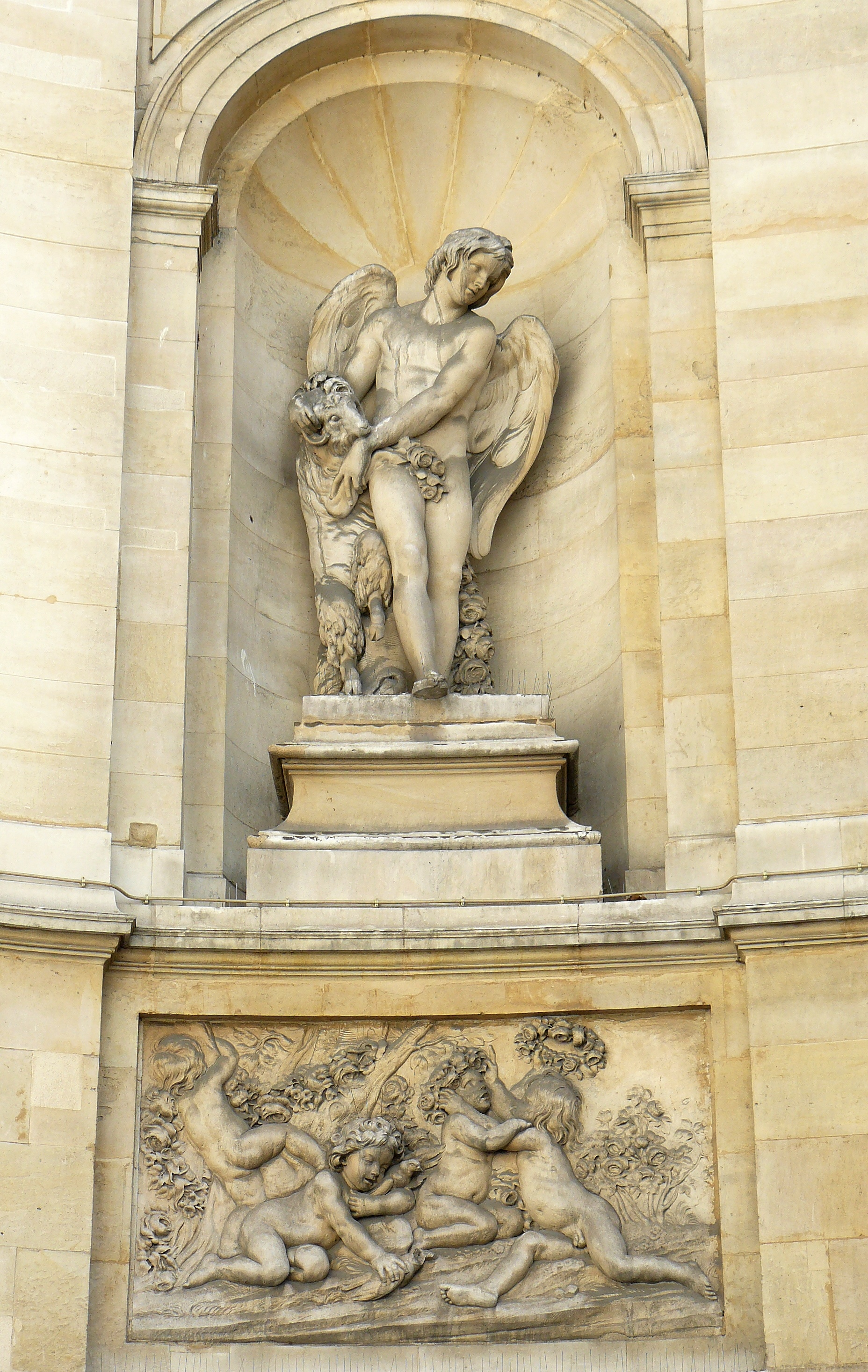
Jaro
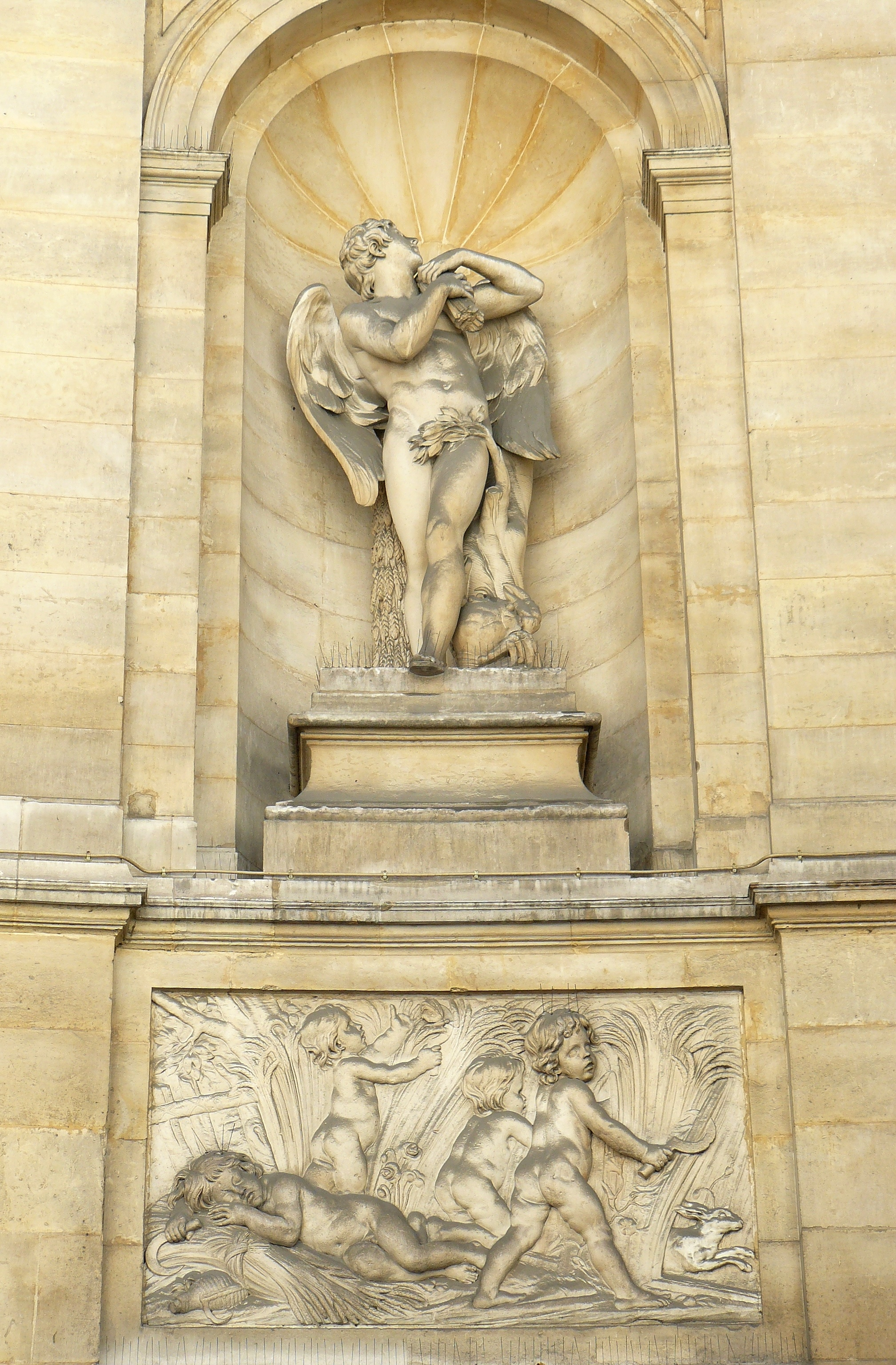
Léto
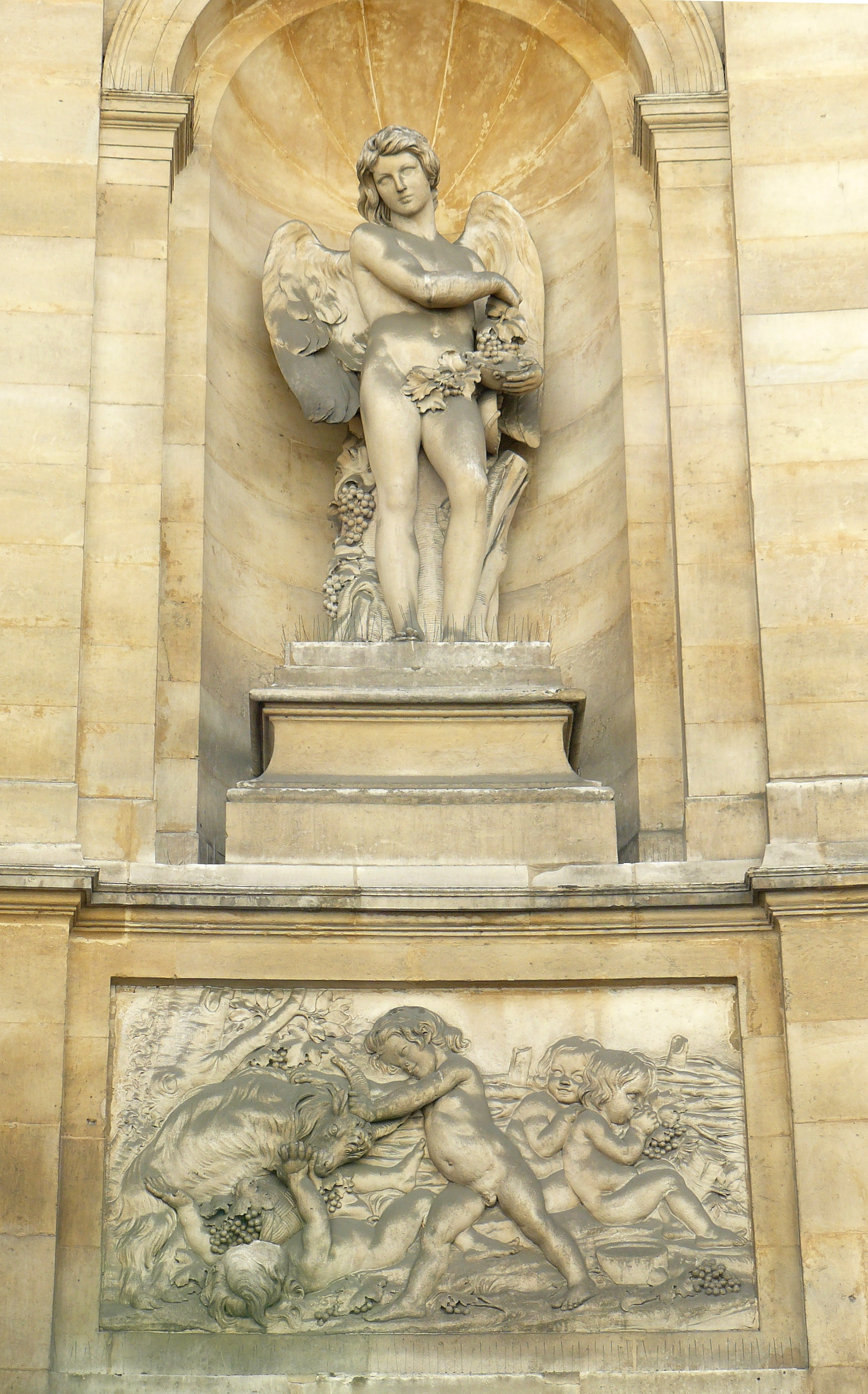
Podzim
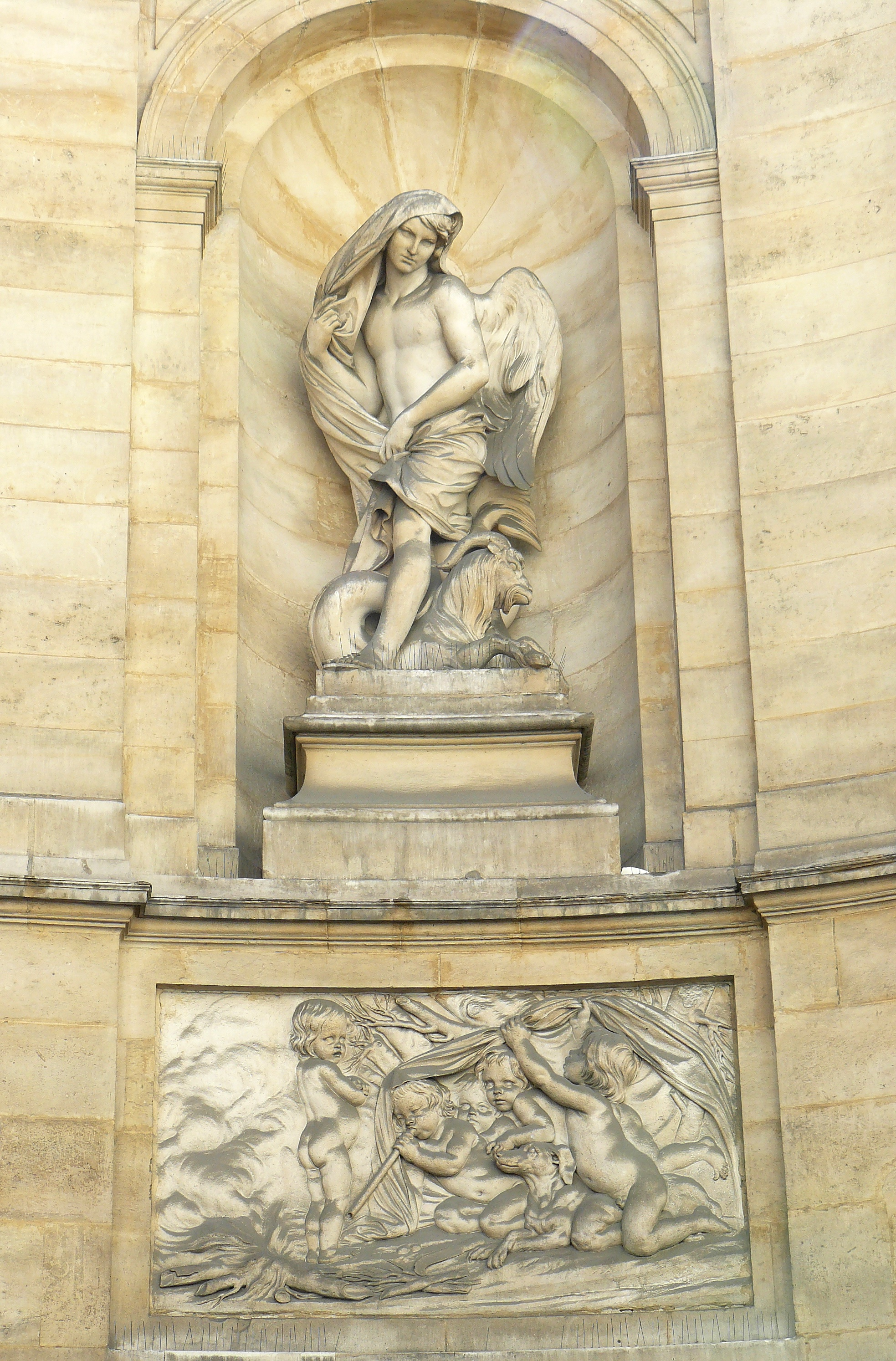
Zima